# Kecamatan Lais
Kecamatan Lais är ett distrikt i Indonesien.   Det ligger i provinsen Bengkulu, i den västra delen av landet, 600 km nordväst om huvudstaden Jakarta.